# Hendrik Jan Korterink
Hendrik Jan Korterink (Rouveen, 15 mei 1955 – Wezep, 6 april 2020) was een Nederlands auteur en misdaadjournalist.

## Loopbaan
Korterink trad op 18-jarige leeftijd als leerling-journalist in dienst bij de Zwolse Courant. Als freelance journalist werkte hij voor onder meer Nieuwe Revu  en Panorama. Hij schreef ruim twintig boeken, veelal over misdaad. Zijn boek Epe, het proces (1994) over de Eper incestzaak werd een dag voor verschijnen uit de handel gehaald, omdat op de omslag een foto van het slachtoffer Yolanda van B. stond, zonder dat hiervoor toestemming was verkregen. Een aangepaste versie kwam een maand later alsnog uit.
Hendrik Jan Korterink overleed in 2020 op 64-jarige leeftijd aan de gevolgen van darmkanker.